# Вишнёвка (Красносельское сельское поселение)
Вишнёвка (до 1948 — Пяллиля, фин. Pällilä) — посёлок в Красносельском сельском поселении Выборгского района Ленинградской области.

## Название
Зимой 1948 года на колхозном собрании было принято решение о переименовании деревни Пяллиля в «Вишнёвку».
Переименование было закреплено указом Президиума ВС РСФСР от 13 января 1949 года.

## История

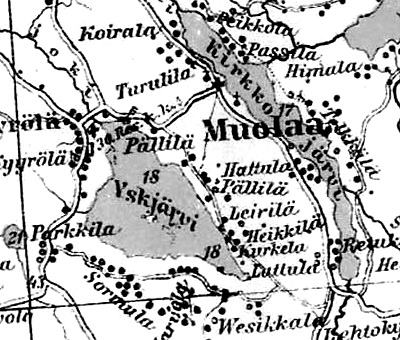
Деревня Пяллиля на финской карте 1923 года

До 1939 года деревня Пяллиля входила в состав волости Муолаа Выборгской губернии Финляндской республики.
В начале 1945 года в деревне был восстановлен колхоз «Красный партизан».
С 13 января 1949 деревня Пяллиля учитывается административными данными как посёлок Вишнёвка. В ходе укрупнения колхоза к деревне было присоединено местечко Куркела.
Согласно данным 1966 года посёлок Вишнёвка входил в состав Правдинского сельсовета.
Согласно данным 1973 и 1990 годов посёлок Вишнёвка входил в состав Красносельского сельсовета.
В 1997 году в посёлке Вишнёвка Красносельской волости проживали 5 человек, в 2002 году — 12 человек (все русские).
В 2007 году в посёлке Вишнёвка Красносельского СП проживали 14 человек, в 2010 году — 41 человек.

## География
Посёлок расположен в восточной части района на автодороге 41К-437 (Правдино — Вишнёвка).
Расстояние до административного центра поселения — 5 км. 
Расстояние до ближайшей железнодорожной станции Кирилловское — 30 км. 
Посёлок находится на восточном берегу Вишнёвского озера.

## Демография
| 2007 | 2010 | 2017 | 2021 |
| ---- | ---- | ---- | ---- |
| 14   | ↗41  | ↘4   | ↗70  |

## Улицы
Луговая.